# حسین مظاهری (نماینده)
حسین مظاهری سیاست‌مدار ایرانی بود، که در  دوره بیست و سوم  به‌عنوان نماینده اصفهان در مجلس شورای ملی حضور داشت.